# SchoolTool
SchoolTool é um sistema de informações estudantil livre, licenciado sob a GNU GPL, para escolas ao redor do mundo. Os objetivos do projeto são criar um sistema de informações estudantis simples, incluindo demografia, boletins, presenças, calendários e relatórios para escolas primárias e secundárias, bem como um arcabouço para construir aplicativos personalizados e configurações para escolas individuais e estados.
O SchoolTool é construído como uma pilha de software livre/de código aberto, licenciado sob a GNU GPL, versão 2, escrito em Python e usando o arcabouço Zope 3.
Subprojetos do SchoolTool:
- O SchollTool Calendar e o SchoolBell são calendários e ferramentas de gerenciamento de recursos para escolas disponíveis como parte da distribuição Edubuntu.[1]
- Um sistema de informação estudantil SchoolTool está sendo desenvolvido e testado em colaboração com escolas
- CanDo é um programa de rastreamento de habilidades baseado no SchoolTool desenvolvido pelos estudantes e pelos alunos de Virginia para rastrear quais habilidades os alunos estão adquirindo em suas aulas e em que nível de competência.[2]

O SchoolTool é configurado por padrão para atuar como o que é chamado de um sistema de informações estudantil ou SIS. O foco está em rastrear informações relacionadas aos alunos: demografia, notas de inscrição, presença, relatórios. É um subconjunto de um sistema de gerenciamento de informações completo, ou MIS, para escolas, que também pode englobar sistemas como contabilidade.
O SchoolTool não é um Sistema de Gestão da Aprendizagem, como o Moodle, embora eles compartilhem alguns conjuntos de recursos sobrepostos, como um boletim. O SchoolTool não contém conteúdos do currículo ou de aprendizagem.

## Recursos
- Demografia personalizável;
- Gerenciamento de contatos do aluno;
- Calendários para a escola, grupos e indivíduos;
- Reserva de materiais ou recursos;
- Cadernos de chamada de professores;
- Participação na aula;
- Geração de cartões de relatório.